# 海边月见草
海边月见草（学名：Oenothera drummondii）又名海滨月见草，为柳叶菜科月见草属下的一个种。

## 扩展阅读
- 維基物種上的相關：海边月见草